# Adam Loomis
Adam Loomis (* 19. März 1992 in Eau Claire, Wisconsin) ist ein US-amerikanischer Nordischer Kombinierer.

## Werdegang
Sein Debüt im Continental Cup der Nordischen Kombination gab Loomis am 6. Februar 2010 in Eisenerz. In einem Gundersen-Wettkampf von der Normalschanze mit einer sich daran anschließenden Langlaufdistanz über zehn Kilometer belegte er den 49. Platz. Bei den Nordischen Junioren-Skiweltmeisterschaften 2012 in Erzurum war sein bestes Resultat ein achter Rang im Teamwettbewerb gemeinsam mit Michael Ward, Erik Lynch und Clifford Field. Am 9. März 2013 trat er im finnischen Lahti erstmals zu einem Wettbewerb im Rahmen des Weltcups der Nordischen Kombination an. Im Teamsprint erreichte er gemeinsam mit Bill Demong Platz 16. Der erste Einzelwettkampf folgte am 5. Januar 2014 im russischen Tschaikowski mit Rang 37. Die erste Platzierung in den Punkterängen erzielte er etwas mehr als ein Jahr später, am 10. Januar 2015, im französischen Chaux-Neuve. Loomis nahm an den Nordischen Skiweltmeisterschaften 2015 in Falun teil. Dort erreichte er den siebten Rang im Teamwettbewerb zusammen mit Bryan Fletcher, Taylor Fletcher und Demong sowie Platz 41 im Gundersen-Wettkampf von der Großschanze. 2017 in Lahti waren es die Plätze 33 und 44 in den Einzelwettkämpfen.

## Statistik

### Weltcup-Platzierungen
| Saison  | Platz | Punkte |
| ------- | ----- | ------ |
| 2014/15 | 055.  | 016    |
| 2017/18 | 063.  | 007    |

### Continental-Cup-Platzierungen
| Saison  | Platz | Punkte |
| ------- | ----- | ------ |
| 2010/11 | 102.  | 003    |
| 2011/12 | 021.  | 193    |
| 2012/13 | 075.  | 025    |
| 2013/14 | 042.  | 060    |
| 2014/15 | 082.  | 011    |
| 2015/16 | 083.  | 011    |
| 2016/17 | 053.  | 051    |
| 2017/18 | 079.  | 024    |

### Grand-Prix-Platzierungen
| Saison | Platz | Punkte |
| ------ | ----- | ------ |
| 2015   | 043.  | 003    |
| 2017   | 061.  | 003    |